# プリンセス・ピア

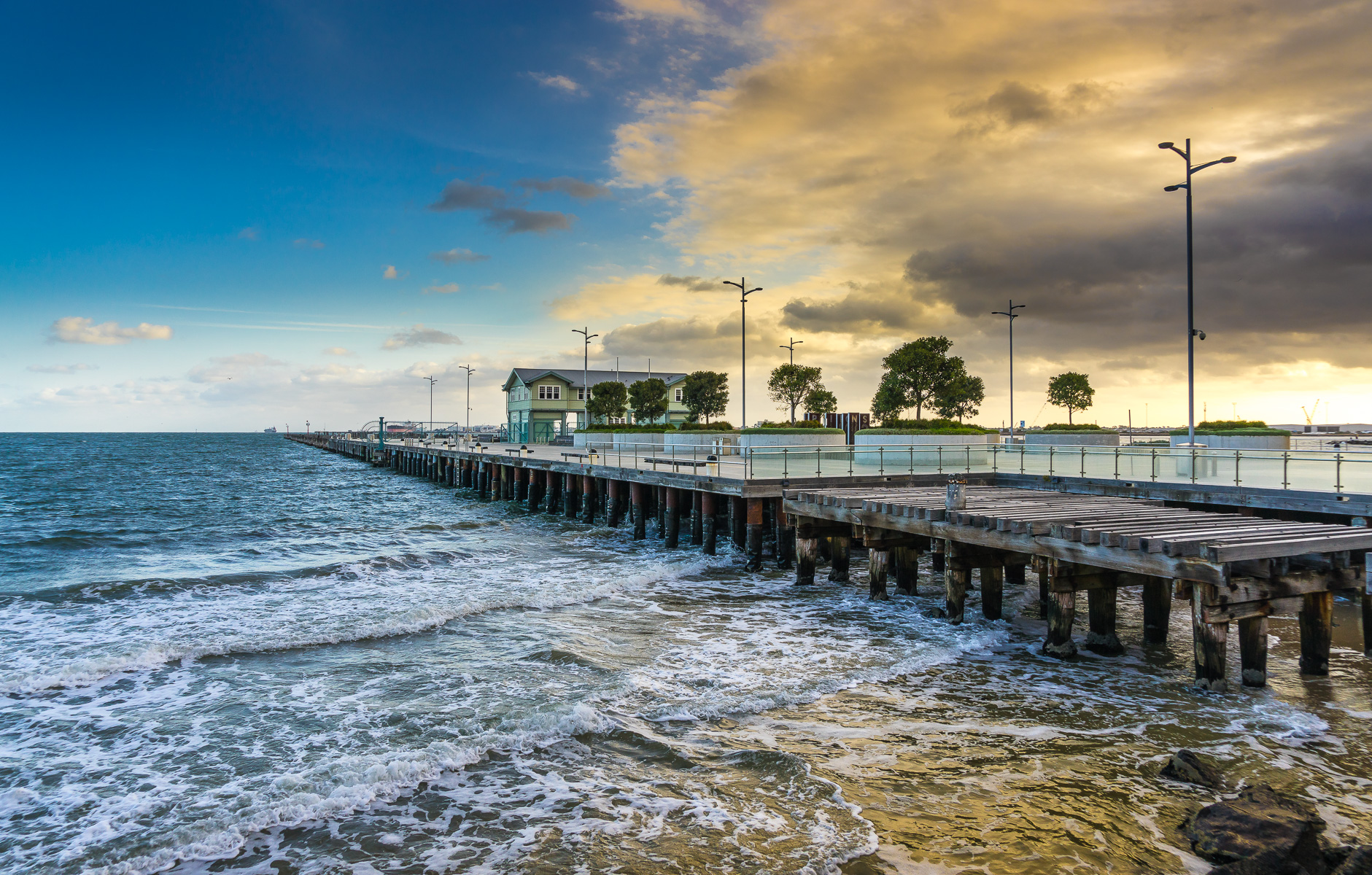
プリンセス・ピア

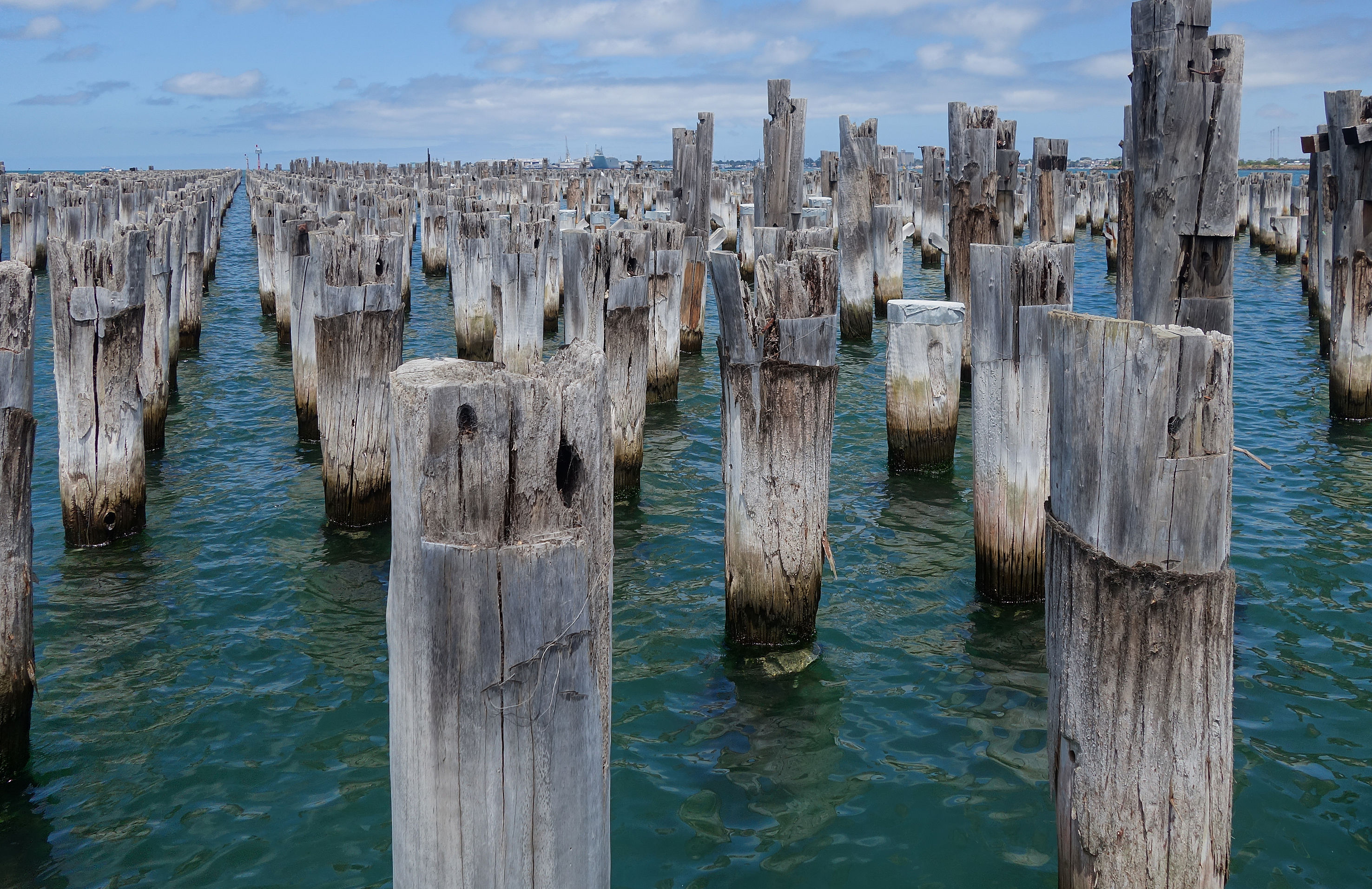
デッキ部が撤去され支柱のみとなった桟橋

プリンセス・ピア（Princes Pier、または、プリンセス桟橋）は、オーストラリアビクトリア州メルボルンにある桟橋である。長さ580メートルあった桟橋は、放棄され木の支柱を残すのみとなっている。1920年5月にメルボルンを訪問した当時皇太子のエドワード8世を記念して現在の名称に変えられたが、それ以前は「新鉄道桟橋（ニューレイルウェイ・ピア）」と呼ばれていた。

## 歴史
桟橋は、隣接するステーション・ピア（当初の名称は「レイルウェイ・ピア」）を補うため、港湾施設を管理するメルボルンハーバートラストによって1912から1915年に建設された。完成時から1969年までの特に第2次大戦後の期間に移住者の主要な受け入れ拠点ともなった。桟橋には関連施設として、待機所と入国ゲート、事務棟、休憩室、物品倉庫と沐浴区画、それと鉄道の引込み線と渡り通路があった。
鉄道は、ポートメルボルン線のグラハム駅から分岐した路線が複線で桟橋に結ばれ、桟橋の両側面に各4本の計8本の線路が桟橋の手前まで敷かれていた。1921年5月30日から近郊型電車を用いた旅客列車の乗り入れが始まったが、その後ビクトリア鉄道は、採算が合わないとして1930年11月末まで船の接岸時にのみ通常1両で運行していた。頭上の架線は1953年8月17日に取り外され、1961年3月21日には単線化され、待避線に転用された。
主な物流がコンテナ輸送に替わると桟橋は使われなくなり、1990年代初めには木製デッキの状態の悪化から一般の立ち入りが禁止された。1990年代後半には不法占拠者が起こした火災により桟橋施設が破壊された。その後も火災は頻発し、2004年までの3年間で14回の火災が発生したため、2006年4月、州政府は1400万ドルの改装工事を発表。岸から196メートルをコンクリート桟橋とする部分改修で、それより先は木の支柱のみを残し、デッキ部分は撤去されることとなった。2007年6月に契約が成立し、同年10月に工事を開始。桟橋は2011年12月に市民に再び開放された。